# Miguel Nazar Haro
Miguel Nassar Haro (Pánuco, Veracruz; 26 de septiembre de 1924 - Ciudad de México, 26 de enero de 2012) fue un político mexicano, antiguo titular de la antigua Dirección Federal de Seguridad (DFS). Se le atribuyen capturas, secuestros, torturas, homicidios y desapariciones de integrantes no simpatizantes de los gobiernos de Díaz Ordaz, Echeverría y López Portillo. 
Enfrentó acusaciones de privación ilegal de la libertad por presuntamente haber intervenido en la captura y desaparición del militante de la Liga Comunista 23 de Septiembre Jesús Piedra Ibarra, hijo de Rosario Ibarra de Piedra en 1975. Nazar Haro es conocido como el creador de la Brigada Blanca, un grupo paramilitar culpable de la identificación, captura, desaparición, tortura y muerte de militantes de izquierda política.
En la actualidad se conocen, por medio de la apertura de los archivos de la nación, un sinnúmero de artículos periodísticos y bien documentados, en publicaciones serias como La Jornada y Revista Proceso. Cabe también hacer mención que durante la Guerra Sucia, las acusaciones que recibían integrantes de la DFS, jamás se le dio un seguimiento, cayendo en el clásico procedimiento mexicano, conocido como carpetazo (suspensión, abandono y desaparición de pruebas de origen de la causa).

## Juicio
En diciembre de 2003 se giró una orden de aprehensión en su contra y en febrero de 2004 fue detenido e ingresado al penal de Topo Chico, en Nuevo León. A pesar de ello, fue trasladado al Distrito Federal ya que por tratarse de una persona mayor de 70 años existe el beneficio de la prisión domiciliaria. En junio de 2005 fue imputado por la Fiscalía Especial para Movimientos Sociales y Políticos del Pasado como presunto responsable de la desaparición de 6 integrantes de la Brigada Campesina de los Lacandones en noviembre de 1974. En septiembre de 2006, fue absuelto.

## Muerte
Falleció a la edad de 87 años el 26 de enero de 2012 luego de un coma depresivo a raíz de la muerte de su esposa que acentuó sus enfermedades.[cita requerida]